# Zabardast
 (février 2019).
Pour plus de détails, voir Fiche technique et Distribution.
Zabardast, (qui signifie « génial » ou « super » en ourdou) est un film d'aventure documentaire français réalisé par Jérôme Tanon, sorti en 2018, relatant une expédition de freeride dans le massif du Karakoram.
Le film a été produit par la marque Picture Organic Clothing en collaboration avec la production Almo Film.
Zabardast est sorti sur YouTube le 20 décembre 2018.

## Fiche technique
- Titre original : Zabardast - A Hight Altitude Travel Diary
- Réalisation : Jérôme Tanon
- Production : Picture Organic Clothing et Almo Film
- Producteurs exécutifs : Pierre Dubuy, Morgan Le Faucheur, Mathias Joubert, Tom Picamoles, Julien Durant, Jérémy Rochette, Vincent André
- Directeur de la photographie : Pierre Frechou
- Cinématographie : Pierre Frechou, Julien Nadiras
- Montage : Jérôme Tanon
- Musique originale : Jonathan Saguez
- Musiques : Audio Network
- Post-production : Léonard Mercier
- Pays d'origine :  France
- Lieu de tournage :  Pakistan
- Durée : 52 min

## Distribution
Riders et alpinistes :
- Thomas Delfino ;
- Léo Taillefer ;
- Zak Mills ;
- Yannick Graziani ;
- Hélias Millerioux ;
- Jérôme Tanon.

## Récompenses
- Rencontres Ciné Montagnes - Public Choice Award 2018
- Winter Film Festival - Grand Prix 2018
- Tarbes International Freeride Film Festival - Best Film 2018
- Kendal Mountain Festival - Best Adventure & Exploration Film 2018
- Pakistan International Mountain Film Festival - Best Film 2018
- Montagne en Scène - Public Choice Award 2018
- Snow Vision Film Festival - Winner 2018
- Sheffield Adventure Film Festival - Bronze - Best Film 2018
- Sheffield Adventure Film Festival - Gold - Best Ski & Board Film 2018
- Vancouver International Mountain Film Festival - Grand Prize 2019
- Memorial Maria Luisa - Grand Price 2019
- Festival Les Rendez-Vous de l'Aventure - Le Grand Prix du film d'aventure 2019
- Four Seasons Film Festival - Best Director Award 2019
- Festival international du film alpin des Diablerets 2019 - Diable d'or
- Nuovi Mondi Film Festival - Best Climbing Movie
- The Next Level International Film Festival 2019 - 2nd Runner Up - Best Short Documentary